# Кадару (язык)
Кадару (кадаро, кадеро, кадеру, кодоро и др.) — бесписьменный язык нило-сахарской семьи, на котором говорят на севере Нубийских гор, что в южной части Судана. Число носителей составляет приблизительно 25 000 — 26 000 человек, проживающих в районе холмов Джибааль и Ситта между городами Делами и Диллинг. Кадару близко родственен языку гхулфан, с которым образует подгруппу в составе горнонубийских языков нило-сахарской макросемьи.

## Диалекты
Язык кадару, согласно данным сайта Ethnologue, делится на ряд диалектов: дабатна (каараль), кадару (кодур), кафир (каэ), кулдаджи (кендаль), куртала (нгокра), куруру (тагле).